# Balance Interruption
Balance Interruption — український музичний гурт, що грає в стилі пост-психоделік блек-метал. Заснований 2004 року в місті Київ.

## Склад
- Aggravath (NK-47) — вокал, гітара (з 2004)
- Lucifer — бас
- Дмитро «Kim» Герасимов — ударні (з 2013)

### Колишні учасники
- Daemon — бас
- Yar — ударні
- Torn — гітара
- Deimos — гітара
- Morthvarg — бас

## Дискографія
- Nuclear War for Rescue (2007)
- Era II: Deserts of Ashes (2011)
- Door 218 (2016)

### Демо, компіляції
- Formula (EP, 2006)
- Deserts of Ashes (EP, 2009)
- Morbid Soul Shelter (EP, 2015)

## Критичні огляди
- Balance Interruption «Nuclear War for Rescue» [Архівовано 14 січня 2020 у Wayback Machine.] (рос.)
- Plugged into your apocalypse [Архівовано 14 березня 2017 у Wayback Machine.] (англ.)
- Рецензия на альбом Balance Interruption «Door 218» [Архівовано 26 грудня 2019 у Wayback Machine.] (рос.)
- BALANCE INTERRUPTION – Door 218 [Архівовано 26 грудня 2019 у Wayback Machine.] (рос.)
- The Sound Not The Word/Balance Interruption – Door 218 [Архівовано 26 грудня 2019 у Wayback Machine.] (англ.)